# Chiesa del Patreterno e della Santissima Trinità
La chiesa del Patreterno e della Santissima Trinità è un edificio sacro che si trova in località Padreterno, a Rio nell'Elba.

## Storia e descrizione
Di fondazione quattrocentesca, come la maggior parte degli edifici sacri elbani, fu ricostruita nel XVIII secolo in forme tardobarocche.
L'odierna struttura, affiancata da un campanile, è preceduta da un elegante portico e, all'interno, custodisce il quadro raffigurante il Crocifisso con Dio Padre e lo Spirito Santo databile al XVIII secolo, la cui presenza giustifica la dedicazione della chiesa anche alla Santissima Trinità.
Nel coro è visibile la tela della Madonna del Carmine con san Paolo e sant'Antonio appartenente alla confraternita di Sant'Antonio Abate.